# Heinrich Ignaz Franz von Biber
Heinrich Ignaz Franz von Biber, češki skladatelj in violinist, * 12. avgust 1644, Wartenberg, Češka, † 3. maj 1704, Salzburg (danes Avstrija).

## Življenje
O njegovem otroštvu ni veliko znanega. Prvo glasbeno izobrazbo je dobil v jezuitski gimnaziji v mestu Opava na severnem Moravskem. Tam je prišel v stik s trobentačem in kapelnikom Pavlom Josefom Vejvanovskim. Kasneje se je izpopolnjeval tudi pri Johanu Heinrichu Schmelzerju ali pri Antoniu Bertaliju (1605–1669). Vendar te trditve niso povsem potrjene, saj imajo raziskovalci nemalo težav zaradi izginulih (uničenih), ali dvoumnih zapisov o skladatelju.
Prvo podpisano in datirano Bibrovo delo izvira iz leta 1668, ko je služboval pri nadškofu Karlu Liechtenstein Kastelkornu v Olomucu, kot violinist in komornik. Po nekem potovanju v Innsbruck se na delovno mesto ni več vrnil. Zaposlil se je pri nadškofu Maxu Gandolfu Graf von Kuenburg (1670). Po smrti kapelnika Andreasa Hoferja ga je Biber nasledil.
1690 so mu podelili plemiški naslov. Iz njegovih lastnih zapisov vemo, da so njegovi dohodki v tem obdobju znašali 60 guldnov na mesec, kar je zadoščalo za stanovanje, kurjavo, vino in kruh.

## Delo
Zaradi izjemne virtuoznosti na violini je v svojih delih najbolj namučil violiniste. Uporabljal je skrajne lege in tako ustvarjal posebne efekte. Večina njegove glasbe je sakralna, saj je bila vezana na njegovo delovno mesto. Zložil pa je tudi dve operi in mnogo koncertov za različne instrumente in orkester. Njegovo najmogočnejše delo pa je prav gotovo maša, ki jo je zložil ob 1100-ti obletnici salzburške škofije.

## Dela
vokalna
- Missa Christi resurgentis - 1674
- Missa Salisburgensis - 1682
- Requiem f-mol - 1687
- Vesperae longiores ac breviores unacum litaniis laurentanis - 1693
- Missa Sancti Henrici - 1696
- Missa Alleluja - 1698
- Missa Bruxellensis - 1700
- Opera Arminio - 1700
- Opera Chi la dura la vince - 1700
- Kantate

instrumentalna
- Sonata Presentativa - 1669
- 16 Rosenkranzsonaten - 1670
- 12 Trisonate - 1696
- Sonata la battalia - 1673
- 8 Violinsonate
- 12 Sonate Polycarpi